# Enhydrina schistosa
Enhydrina schistosa е вид змия от семейство Аспидови (Elapidae). Видът не е застрашен от изчезване.

## Разпространение и местообитание
Разпространен е в Австралия, Бангладеш, Бахрейн, Виетнам, Индия (Андамански и Никобарски острови), Индонезия, Ирак, Иран, Камбоджа, Катар, Китай, Кувейт, Малайзия, Мианмар, Обединени арабски емирства, Оман, Пакистан, Папуа Нова Гвинея, Саудитска Арабия, Сингапур, Тайланд, Филипини и Шри Ланка.
Обитава крайбрежията и пясъчните дъна на сладководни басейни, морета, заливи, лагуни, рифове и реки в райони с тропически климат.

## Описание
Популацията на вида е стабилна.